# Hjarnø
Hjarnø med 117 indbyggere (2021) er en moræneø som ligger i mundingen af Horsens Fjord, med et areal på kun 3,2 km². Øen er overvejende flad og det højeste punkt er 7 meter. Navnet Hjarnø stammer formodentlig af det oldnordiske "Hjarni", der betyder terrænforhøjning.
Der er bilfærgeforbindelse mellem Hjarnø og Snaptun. Turen tager ca. 7 minutter. Færgen har 29 daglige afgange.
Øens landbrugsejendomme ligger langs den øst-vest-gående vej. I nærheden af færgelejet, ligger Hjarnø Kirke fra omkring år 1500.
Forsamlingshuset som ligger på hovedvejen midt på øen ved siden af det tidligere mejeri, har en stor sal med plads til ca. 100 personer til spisning og en lille sal med plads til ca. 20 personer.

## Erhverv
På grund af den gode færgeforbindelse, har mange af Hjarnøs beboere arbejde på fastlandet. Hjarnø lokalråd arbejder med at øen vedbliver med at være en bæredygtig helårs-ø, hvor der er gode eksistensmuligheder og at turistbesøget reguleres på en måde, så naturværdier og miljø ikke belastes.
For 200 år siden var mange af øens mænd søfolk på langfart. I nutiden er landbruget det vigtigste erhverv. I dag er der et firma, der reparerer emaljeskader, en café, en campingplads, en efterskole, et galleri som har åbent i sommermånederne og aktive landbrug.
11 beboere dyrker i fællesskab en vinmark på ca. 4000 m² med plads til ca. 1200 vinstokke på Hjarnø’s sydvendte side. Målet er at lave vine af god kvalitet.
BGI akademiet oprettede i 2018  Efterskolen Hjarnø med det formål at tilbyde eleverne et efterskoletilbud for de, der ikke nødvendigvis har fundet glæden ved bevægelse, og de der ønsker en varig livsstilsændring med grund i et stærkt fællesskab på en lille efterskole.

## Historie
Af de mange fund fra øen, stammer de ældste fra rensdyrjægerne 9.500 år f.Kr. Ved kysten findes mange steder bearbejdede flintestykker, der stammer fra Ertebøllekulturen.
I 2016 gik de to amatørarkæologer Terese Frydensberg Refsgaard og Brian Kristensen en tur på øen. Med metaldetektorudstyr fandt de nogle opsigtsvækkende guldstykker, som de tog med til VejleMuseerne. Her besluttede man at undersøge marken på Hjarnø nærmere. Det første fund bestod af hængesmykker, dvs. brakteater med meget fine mønstre, der ikke er set før. Skatten består af 32 dele, såsom guldperler, brakteater, en guldnål og små guldklip, der i jernalderen blev brugt som betalingsmiddel. Det fremgår, at 500-tallets guldsmede var meget avancerede. Heller ikke guldnålens udformning er set før. Fundet sættes i forbindelse med 500-tallets fimbulvintre.

Skibssætningerne Kalvestenene ved stranden sydøst for kirken, stammer fra germansk jernalder eller vikingetid, og er gravmonumenter over dem, som beherskede øen og dermed indsejlingen til Horsens Fjord. Deres jordiske rester og gravgodset blev samlet sammen og gravet ned mellem store sten, sat i form som skibe. De døde sejlede deres vej og mindede samtidig naboerne og fremmede om, hvem der havde arveretten på stedet. Der har tidligere været flere hedenske grave end de 10 stykker, der i dag kan ses på strandengen sydøst for kirken. Op til 1930'erne blev mange sten fjernet til kystsikring og husbyggeri.
Ifølge Saxo blev Hjarne æret med krone og kongenavn som tak for et mindekvad, han skrev over kong Frode Fredegod. Stridigheder omkring kongemagten førte til, at kong Hjarne flygtede til Hjarnø, hvor han senere blev dræbt. Folkeoverleveringerne beretter endvidere, at det er kong Hjarne, der er højsat med sin hær i skibssætningerne.
Da dyrkningsfællesskabet blev ophævet i slutningen af 1700-tallet fik de næsten 13 lige store gårde tildelt jord. Der findes endnu rester af gamle stendiger, som har indrammet tofterne nord for gårdene og dannet skel mod den fælles græsgang ned mod det nordre sund.
En kongelig bestemmelse fra omkring 1787 fortæller at alle øens unge mænd er indmeldt til Kongens Søetjeneste.
Gårdene var fæste under herregården Jensgård; men fæsterne på Hjarnø havde den fordel, at de var fri for hoveri på herregården. I stedet for skulle de betale en pengeafgift og levere en del naturalier.
De gamle gårde var omtrent lige store med et jordtilliggende på ca. 30 tdr. land. I 1803 var de sat til at svare skat efter 5 tdr. hartkorn hver.
Indtil 1936 var der på den østlige del af øen en gård fra omkring 1700 med åbent ildsted i bryggers og køkken, dog var der indsat et komfur. På hammerstykket over gruekedlen og arnen var der en indskrift med årstallet 1737 og bogstaver, samt Kristi monogram.
Kom der et større skib i sigte med kurs ind mod fjorden, roede hjarnøboerne ud til skibet og tilbød lodsning gennem fjorden ind til Horsens. Omkring 1850 blev det fri lodseri ophævet. I 1858 blev Hjarnø og Horsens lodseri slået sammen og fra 23. januar 1894 har der været 2 lodser på Hjarnø.
På øens højeste sted lå tidligere en stor vandreblok kaldet "Kong Hjarnes Sten". Den er nu sprængt og anvendt ved opførelsen af et krigsmindesmærke i Fredericia.
Før skolen i 1820 blev bygget, var der ingen skole på Hjarnø.
I 1885 blev der anlagt en anløbsbro, og øen fik en fast dampskibsforbindelse med fastlandet og Horsens.
Broen til lagunen blev bygget omkring 1900 af en landmand, så badegæsterne ikke skulle gå den lange vej rundt om hele lagunen. Når færgen ankom, sendte han sønnen ned til broen, og så forlangte han 10 øre for hver, der ville over.
I 1914-18 blev elektricitetsværket bygget. Det var en mølle på jernstativ med klapsejlsvinger. Denne mølle skulle nu både male kornet og frembringe elektricitet. Senere blev der monteret en brændselsmotor, som skulle levere kraft, når vinden svigtede. 1941 fik øen strøm fra fastlandet.
I 1936 blev øens stensætningsgrave undersøgt på gårdejer Anders Rasmussens jord af dr. Broholm fra Nationalmuseet, og det blev konstateret, at der fandtes brændte ben i dem. Man har sandsynligvis brændt ligene af de døde, før de blev lagt i gravene. Men hvem det har været, enten øens egne eller fremmede vikinger, som et sagn fortæller, kan ikke afgøres. Anders Rasmussen overdrog jorden til Nationalmuseet som fredet minde.

## Natur
Hovedparten af øen er moræne fra den sidste istid. Vest for øen er der dybt vand og mod nord i retning af Alrø er der lavvandet.
I løvskoven nord for Hjarnø by er der bøg, ask, eg, skovelm og ahorn.
Strandene er overvejende smalle og stenet. Strandengene danner et sammenhængende bælte med flere raste og ynglepladser for ænder, vadefugle, terner og måger. Her findes bl.a. flere kolonier af ynglende måger og en meget stor havternekoloni. Der er mange skarver omkring øen, som kommer fra en af Danmarks største skarve-kolonier på naboøen Vorsø.
Hjarnø er ikke et naturreservat, men et internationalt beskyttelsesområde for kystfugle, og der bør vises hensyn ved færdsel i strandengene specielt i yngletiden.
Hjarnøs flore består bl.a. af strandmalurt, engelskgræs, Strand-Asters, Kødet hindeknæ og Gåse-Potentil. Af mere sjældne arter kan nævnes bl.a. Maj-gøgeurt og Klæbrig Limurt.
Øst for færgelejet fører en bro over til lagunen, hvor der er en badestrand med sand.
På odden yngler en meget stor koloni af stormmåger. Der er æg i rederne i april-maj, og de dunede mågeunger løber rundt i vegetationen i maj-juni. – bliv på stien.

## Turisme
Der er bilfærge fra Snaptun og overfarten tager kun 5 minuter. Hjarnø er velegnet til endags-ture og ferieophold. Der er et rigt fugleliv, gode badestrande ved Odden, og mulighed for vandreture med mange naturoplevelser. Der er  øtur med traktorvogn, golfbil og cykeludlejning, pølsevogn, campingplads, to gallerier og en cafe i Den Gamle Smedje.
Den lille hvidkalkede kirke ligger ned til stranden umiddelbart øst for færgelejet. Øen har en af Danmarks største vikingegrave i skibssætningsform, af oprejste kampesten.
Man kan besøge den tidligere skole med skiftende udstillinger og skolens have og det er også muligt at se øens vinmark.